# Malle (Bélgica)
Malle es una localidad situada en la provincia de Amberes, Bélgica. Tiene una población estimada, a inicios de 2022, de 15 747 habitantes.
Los habitantes en edad laboral son el 63% de la población. Malle es un importante centro económico de la zona al ser la sede de varias empresas belgas. 

## Toponimia
Existen diferentes opiniones entre los lingüistas sobre el origen del topónimo "Malle". La explicación más común para el nombre es que proviene del latín Mallum, el lugar donde los francos celebraban sus reuniones. Otros, sin embargo, afirman que significa "gran llanura, frontera o parada".

## Historia
Un registro del nombre Malle surge por primera vez en 1194, en un documento que relata que el obispo de Cambrai donó el altar de Malle y Vorsele al Capítulo de Nuestra Señora de Amberes.
El origen de Oostmalle se remonta a la época romana, cuando un asentamiento se construyó junto al camino romano que cruzaba la región.
Durante la Edad Media. Oostmalle formó parte del Ducado de Brabante. Los derechos feudales inferiores pertenecían a la Casa de Breda mientras que los derechos más altos pertenecían al Duque de Brabante.
Durante los siglos XVI a XVIII casi continuamente las villas de De Kempen fueron saqueadas y sitiadas por tropas extranjeras.
En 1542, en las guerras de Carlos de Egmond contra Carlos I de España, Oostmalle y el castillo de Renesse fueron destruidos. Toda la región sufrió severamente durante la Guerra de los Ochenta Años, entre el norte protestante de los Países Bajos y el sur de los Países Bajos controlado por los españoles.
A principios del siglo XVIII, la región sufrió durante la Guerra de Sucesión Española cuando las tropas francesas ocuparon la zona en 1703. Después de las Guerras revolucionarias francesas, fue invadida y anexada por la Primera República francesa en 1792.
Después de la derrota de Napoleón I de Francia en 1814, Malle fue saqueada. Solo después de la dominación holandesa durante el período del Reino Unido de los Países Bajos (1815-1830) y el establecimiento del reino de Bélgica, llegó un período de creciente prosperidad para la región.
En 1977 Oostmalle y Westmalle se reunieron, primero bajo el nombre de Westmalle, y desde el 30 de junio de 1979 bajo el nombre original de Malle.

## Demografía

### Evolución
El siguiente gráfico refleja su evolución demográfica, con los municipios incluidos después de efectuada la fusión el 1 de enero de 1977.
| Gráfica de evolución demográfica de Malle entre 1846 y 2022 |
|                                                             |

## Turismo
Entre las atracciones turísticas de Malle se destacan la abadía de Westmalle y su cervecería; el castillo de Renesse; el molino de Scherpenberg; el castillo de Westmalle, que data del año 1100; el castillo de Blommerschot, la Capilla de Nuestra Señora del Perpetuo Socorro», así como varias iglesias del centro de la ciudad. También merecen una visita los bosques de Herenbos, Molenbos, Bruulbergen y Schrabbenbos.

## Ciudades hermanadas
- Heusenstamm, en Alemania
- Saint-Savin, en Francia
- Zakrzówek, en Polonia
- Hartley Wintney, en Reino Unido